# Andreu Ivars
Andreu Ivars i Cardona (Benissa, 15 février 1885 - Gata de Gorgos, 9 septembre 1936) fut un historien et prêtre franciscain valencien.

## Biographie
Il fut admis en l'ordre franciscain au couvent de Sant Esperit (Gilet) en 1900. Il prononça ses vœux l'année suivant et en 1909 il devint prêtre. Car il était très doué pour l'étude, il était envoyé à l'Antonianum de Rome, où il étudia patrologie et histoire de l'Église. En même temps il fit des études de paléographie et diplomatie à l'École Publique des Archives du Vatican. En 1913 il fut envoyé au centre de recherche historique que l'Ordre avait à Quaracchi (Florence), où il resta pendant un an.
En 1914 Jaume Sala, qui provenait de sa même province et avait été l'un des fondateurs de la revue Archivo Ibero-Americano (AIA) mourut. Ivars lui remplaça comme représentant de la province franciscaine de Valence, et dès lors il fut collaborateur, en 1919 vice-directeur et, depuis 1928, directeur. Il retourna à sa province, où il accomplissait diverses tâches : Maître et Lecteur des Étudiants, Chroniqueur et Définiteur provincial. Depuis 1920 jusqu'à 1936 il résida à Madrid, absolument consacré à la recherche historique et à la divulgation de ses études, surtout à travers la déjà citée revue AIA, mais aussi à travers d'autres revues de caractère historique. Ses nombreux articles et ses livres, écrits en espagnol ou en valencien, traitaient spécialement sur des matières d'histoire ou de culture, tant de la famille franciscaine comme de la société valencienne. L'auteur médiéval valencien auquel il dédia plus de recherches fut Francesc Eiximenis.
Le 20 juillet 1936, quelques jours après l'éclatement de la guerre civile espagnole, les milices républicaines incendièrent le Collège Cardinal Cisneros, qui était le siège de la revue AIA, et quelques religieux furent faits prisonniers. A. Ivars était absent en ce moment-là. La bibliothèque, les archives et tout ce qu'il avait ramassé après des années d'étude et de recherche furent entièrement brûlés. Alors il alla en premier lieu à la Clinique "Villa Luz", où il était chapelain, et ensuite chez des amis. À la fin il croyait opportun de ne pas aller dans sa famille. Quand il se rendit à son village, Benissa, il fut reconnu et capturé à Dénia. Le jour suivant au matin, 8 septembre 1936, son cadavre apparut près de Gata de Gorgos. Il avait été fusillé. Il est en train d'être béatifié.

## Œuvres

### Livres
- Dos creuades valenciano-mallorquines a les costes de Berberia. València. Imprenta de Olmos y Luján. 1921. CXXI+175. Prix aux Jeux Floraux de Valence de 1919.
- El escritor Fr. Francisco Eximénez en Valencia (1383-1408). Benissa. Ajuntament de Benissa (Comissió de Cultura). 1989. 239 pp. (es)

### Articles
- Cuándo y en dónde murió el infante fray Pedro de Aragón. 1916. (es)
- Los jurados de Valencia y el inquisidor Fr. Nicolás Eymerich, O.P. AIA, VI. 1916. 68-159. (es)
- ¿Quién es el autor del “Tractat de Confession” impreso en Valencia, año de 1497, por Nicolás Spindeler, bajo el nombre de Fr. Francisco Eiximénez? AIA, XIV. 1920. 251-6. (es)
- Algunos documentos del rey Martín el Humano relativos a los franciscanos. AIA, XIII. 1920. 408-13. (es)
- El Llibre dels Àngels de Fr. Francisco Eximénez y algunas versiones castellanas del mismo. AIA, XIX. 1923. 108-24. (es)
- Cronistas franciscanos de la Provincia de Valencia. AIA, XXVIII. 1927. 263-71. (es)
- La “indiferencia” de Pedro IV de Aragón en el Gran Cisma de Occidente. AIA, XXIX. 1928. 21-97 (52-3); 161-86. (es)
- Sobre la graduación en teología de Fr. Nicolás Costa, O.F.M.. AIA, XXXII. 1929. 386-91 (388-90). (es)
- Francesc Ferrer, poeta valencià del sigle XV. 1930. (ca)
- Franciscanismo de la reina de Aragón Doña María de Luna (1396-1406). AIA, XXXIV. 568-94; AIA, XXXVI. 1933. 255-81; 416-32. (es)

### Recensions
- Recension de Zarco Cuevas, Julián. O.S.A. Catálogo de manuscritos castellanos de la Real Biblioteca de El Escorial. AIA, XXIV. 1925. 121-2. (es)
- Recension de Foligno, Angela di. Le livre de l’experience des vrais fidèles. (Paris. Droz. 1927. XLVIII+536. Traduit par M.-J- Ferre et L. Baudry). AIA, XXIX. 1928. 395-402 (401). (es)
- Recension de Eiximenis, Francesc. Doctrina Compendiosa. (Barcelona. Editorial Barcino. 1929. 157. Texte et notes de Martí de Barcelona, O.F.M. Cap. “Els Nostres Clàssics”. Collection A, no 24)). AIA, XXXII. 1929. 278-81. (es)
- Recension de Martí de Barcelona. O.F.M. Cap. Fra Francesc Eiximenis, O.M. (1340?-1409?). La seva vida, els seus escrits, la seva personalitat literària. (EF, XL. 1928. 437-500). AIA, XXXII. 1929. 276-8. (es)
- Recension de Joan de Gal·les, O.F.M. Breviloqui. (Barcelona. Editorial Barcino. 1930. 175. Texte et notes de Norbert d’Ordal, O.F.M. Cap. “Els Nostres Clàssics”. Collection A, no 28)). AIA, XXXIV. 1931. 143-6. (es)